# Tillie Wakes Up
Tillie Wakes Up er en amerikansk stumfilm fra 1917 af Harry Davenport.

## Medvirkende
- Marie Dressler som Tillie Tinkelpaw
- Johnny Hines som J. Mortimer Pipkins
- Frank Beamish som Henry Tinkelpaw
- Rubye De Remer som Mrs. Luella Pipkins
- Ruth Barrett som Mrs. Nosey